# Младежко първенство на Русия по футбол
Младежкото първенство на Русия е първенството на младежките (дублиращите) отбори на клубовете от Премиер-лигата. В младежките отбори играят футболисти до 21 години, но в мачовете могат да вземат участие ограничен брой футболисти над 21 години. След края на сезона младежките отбори на изпадналите тимове от Премиер Лигата също изпадат, а на тяхно място идват младежките тимове на новаците в първенството.